# Пътят на кецала
Пътят на кецала е проект, създаден от испанския приключенец Мигел де ла Куадра-Салседо под патронажа на краля на Кралство Испания Хуан Карлос I, под егидата на Европейския съюз и ЮНЕСКО.
Експедицията включва пътуване с културна и приключенска цел с продължителност от един месец и половина. Първият етап се провежда в различни страни от Латинска Америка, а вторият в Испания. Участниците са на 16 и 17 години и броят им е около 300. Държавите, които могат да изпратят свой представител са 54: Испания, всички страни от Северна и Южна Америка, страните от Европейския съюз и страни като Мароко, Китай, Филипините и др. Процесът на кандидатстване се провежда чрез посолствата на Кралство Испания.
Програмата е създадена през 1979 г. по предложение на испанския крал Хуан Карлос I и Симеон Сакскобургготски. Основната цел е опознаването на ибероамериканската история и култура чрез посещения на забележителности и музеи, преходи, палаткови лагери и конференции по време на пътуването. Всяка година испанската телевизия TVE2 излъчва серия предавания за експедицията.